# Jan Kapica
Jan Kapica (ur. 2 lutego 1866 w Miedźnej, zm. 10 września 1930 w Tychach) – działacz polityczny i społeczny, ksiądz katolicki, infułat.

## Życiorys
Absolwent gimnazjum w Pszczynie. Studia filozoficzno-teologiczne ukończył na Wydziale Teologicznym Uniwersytetu Wrocławskiego. Święcenia kapłańskie przyjął 15 czerwca 1892 roku. Krzewiciel abstynencji na przełomie XIX i XX wieku, proboszcz parafii św. Marii Magdaleny w Tychach w latach 1898–1930, który rozbudował tamtejszy kościół. Zwolennik partii Centrum, poseł do parlamentu pruskiego (1908).
Po zakończeniu I wojny światowej zwolennik przyłączenia Śląska do Polski. Był zastępcą przewodniczącego Polskiego Komitetu Plebiscytowego na powiat pszczyński – Jana Kędziora, który był jego siostrzeńcem.
W czasie istnienia Książęco-Biskupiej Delegatury (od 21 listopada 1921 do 6 listopada 1922), która obejmowała przyłączoną po plebiscycie polską część Górnego Śląska, był delegatem biskupim z władzą generalnego wikariusza. Ponadto pełnił funkcję dziekana konsultorów diecezjalnych, pierwszego prepozyta kapituły katedralnej w Katowicach i protonotariusza apostolskiego (infułata). Był prałatem domowym Jego Świątobliwości. Został odznaczony Złotym Krzyżem Zasługi, papieskim orderem Pro Ecclesia et Pontifice. Został pochowany przy kościele św. Marii Magdaleny w Tychach, pod krzyżem misyjnym, na miejscu którego stoi obecnie nagrobek z inskrypcją „Żal mi ludu”.

## Upamiętnienie
Imieniem Jana Kapicy nazwana jest ulica w Siemianowicach Śląskich przebiegająca przez dzielnice Centrum i Bytków. Ks. Kapica został upamiętniony w sali duchowieństwa Panteonu Górnośląskiego w katowickiej archikatedrze.